# 1080i
Ne doit pas être confondu avec 1080p.

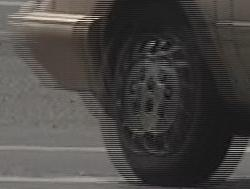
Exemple de vidéo entrelacée montrant la roue d'une voiture en rotation

1080i désigne une norme TVHD au format haute définition à 1 080 lignes entrelacées ancienne génération, exploitant généralement le rapport d'image de 16/9 ; la cadence de trame peut s'effectuer selon les normes et les pays, de 50 Hz, de 59,94 Hz ou de 60 Hz. Le nombre d'images produites par seconde s'élève respectivement à 25, 29,97 ou 30. La norme 1080i est notamment utilisée par la télévision et peut être véhiculée notamment par la connectique HDMI sur un écran vidéo, sur un téléviseur ou sur vidéoprojecteur, devant être certifiés TV HD.

## Nomenclature
En vidéo numérique, les différents modes vidéos sont exprimés par un nombre, représentant le nombre de lignes horizontales, suivi d'une lettre représentant le type de balayage, progressif ("p") ou entrelacé ("i"). Le "1080" désigne donc une définition verticale tandis que l’abréviation "i" désigne le balayage entrelacé (en anglais interlaced) de l’image.
Le 1080i peut être utilisé avec plusieurs cadences d'images différentes — à l'inverse de normes telles que 480i ou 576i, qui ne peuvent être utilisées qu'en 29,97 et 25 images par seconde respectivement. Une désignation complète du format nécessite de préciser cette cadence : on parlera de 1080i/25 (et 1080i/30 ou 29,97), le dernier nombre indiquant la fréquence image, soit le nombre d'images entières par seconde. Il faut deux trames pour une image en mode entrelacé. Donc, le 1080i/25 contient 50 trames par seconde. De fait, il est faux de nommer ce précédent format 1080i/50, cela correspondrait à la variante entrelacée (inexistante) du 1080p/50. 
Le 1080i, tout comme les autres formats haute définition, n'existe que dans un rapport d'image de 16/9, et a été conçu pour avoir une définition horizontale de 1 920 colonnes (ou pixels) par 1 080 lignes. Cependant, vu la bande passante nécessaire au format 1080i natif (1,5 Gbit/s en HD-SDI), l'image est souvent sous-échantillonnée à 1 440 pixels par ligne puis compressées (TNT HD, HDV, etc.), voire à 1 280 pixels par ligne (DVCPRO HD), mais conservant un rapport de 16/9.

## Comparaison avec d'autres formats
Le format 1080i/25 (appelé couramment mais par erreur 1080i/50 voir rubrique précédente, et qui correspond en fait à 50 demi-images par seconde) contient la même quantité de données que le format 1080p/25 (soit 25 images complètes par seconde), soit 1,5 Gbit/s en HD-SDI (YCbCr 4:2:2), mais la moitié de celle du format 1080p/50 (soit 50 images complètes par seconde).
De même, le format 720p/50 utilise autant de données par seconde que le 1080i/25. Cela s'explique par le nombre d'images par seconde du 720p/50. Ce dernier a moitié moins de pixels, mais le double d'image par seconde. Le 720p/50 privilégie donc la définition temporelle de l'image à la définition spatiale. 
Le 1080i/25, tout comme le 720p/50 et le 1080p/25 restent exploités au cours de la décennie 2020.